# Wat Phra Dhammakaya

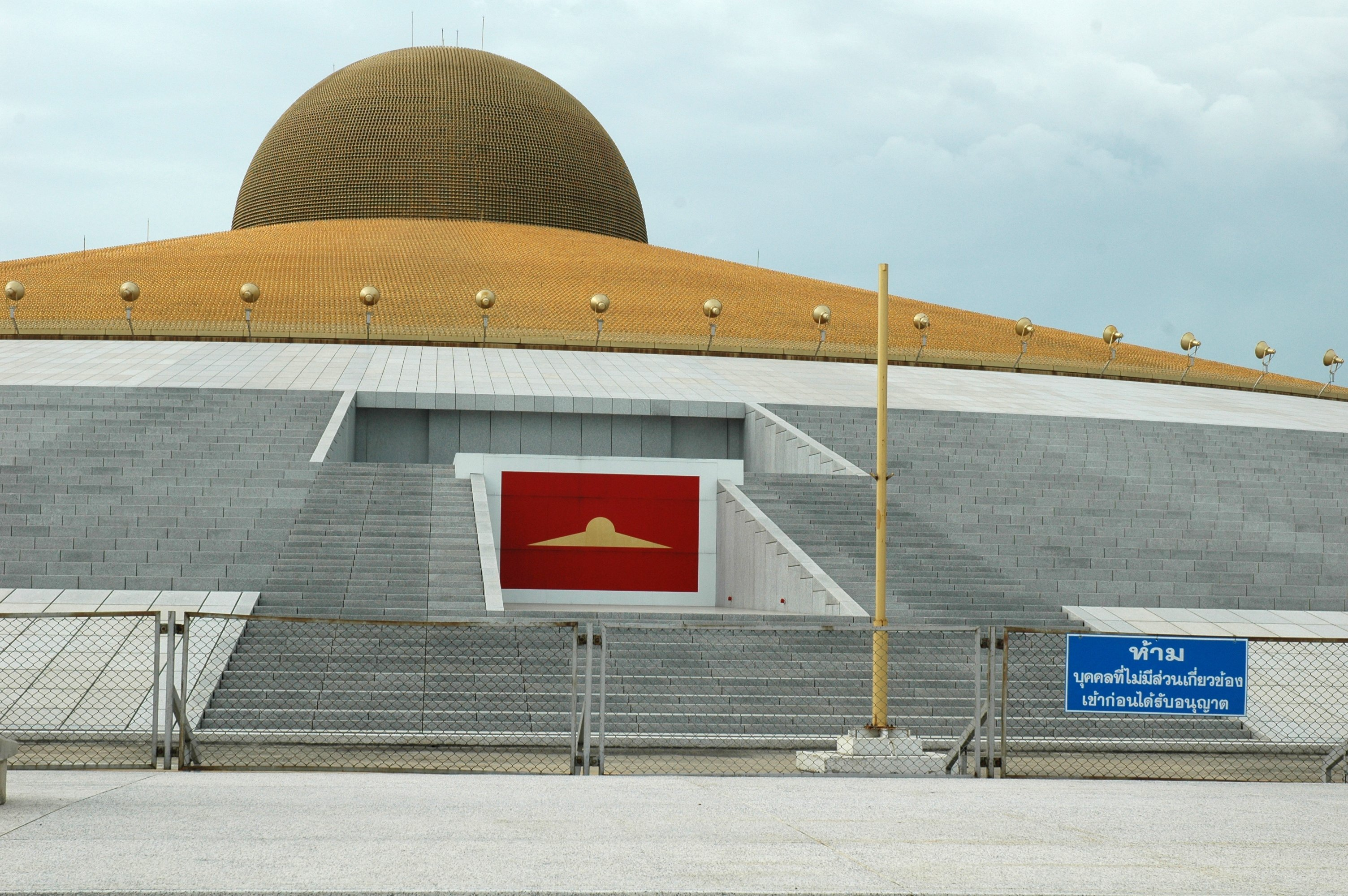
Chedi des Wat Phra Dhammakaya

Wat Phra Dhammakaya (thailändisch วัดพระธรรมกาย, RTGS Wat Phra Thammakai) ist ein buddhistischer Tempel in Amphoe Khlong Luang, Pathum Thani, einem nördlichen Vorort der thailändischen Hauptstadt Bangkok. Der 1977 gegründete Wat Phra Dhammakaya, der ab 1985 zum World Dhammakaya Centre ausgebaut wurde, ist eine der größten buddhistischen Tempelanlagen der Welt.
Er ist das Zentrum einer gleichnamigen, international verbreiteten buddhistischen Bewegung (in der Fachliteratur auch wertungsfrei als „Sekte“ bezeichnet). Obwohl sie offiziell Teil des Mahanikai-Ordens der thailändischen Theravada-buddhistischen Sangha ist, nimmt sie Elemente des Mahayana-Buddhismus auf. Sie sind bekannt für ihren Meditationsstil, der unmittelbar zur Erlangung des Nirwana führen soll. Sie verspricht ihren Anhängern außerdem finanziellen und wirtschaftlichen Erfolg. Die Dhammakaya-Stiftung hat in Thailand eine große Anhängerschaft, ist aber häufiger Kritik ausgesetzt, da sie offensiv um Spenden wirbt und in ihrer Lehre von der des offiziellen Theravada-Buddhismus in Thailand abweicht.

## Gründung und Entwicklung

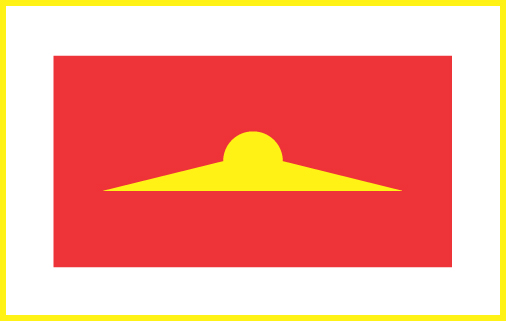
Emblem der Dhammakaya-Stiftung

Die Meditationsbewegung wurde etwa 1914 von dem Mönch Phra Mongkol-Thepmuni („Luang Pho Sot“; 1885–1959) ins Leben gerufen. Er gab an, die Dhammakaya-Meditation wiederentdeckt zu haben, und behauptete, dass sie der Weg war, auf dem auch der Buddha (Siddhartha Gautama) die Erleuchtung erlangt habe. 1916 wurde er Abt des Wat Paknam Phasi Charoen im Distrikt Phasi Charoen von Bangkok. Wat Paknam hat eine bedeutende Meditationsschule und so erlangte die Dhammakaya-Meditation größere Bekanntheit.
Die Mae Chi Chandra Khonnokyoong („Khun Yai Ubasika“; 1909–2000), eine Schülerin Luang Pho Sots, löste ihn als charismatische Führerin und Identifikationsfigur der Bewegung ab. Sie erwarb sich schnell den Ruf einer besonders begabten Meditatorin. Khun Yai bot Gläubigen beispielsweise an, ihre verstorbenen Familienangehörigen in der Hölle zu besuchen und von der Familie gesammeltes gutes Karma zu überbringen, um ihre Höllenqualen zu mindern. Angeblich konnte Khun Yai genau berechnen, wie viel religiöses „Verdienst“ (Pali puñña; oder entsprechende „Minuspunkte“) eine Person durch eine bestimmte Handlung sammelte. Anhänger der Dhammakaya-Sekte glauben außerdem, dass die Meditation Khun Yais und Luang Pho Sots während des Zweiten Weltkriegs den Wat Paknam und weitere wichtige Teile Bangkoks vor der Bombardierung durch die Alliierten oder gar einem Atombombenabwurf bewahrt hat.
Khun Yais prominentester Schüler wiederum ist Phra Dhammachayo (bürgerlich Chaibul Sutthipol; * 1944). Er ließ sich nach seinem Universitätsabschluss in Wirtschaftswissenschaften zum Mönch weihen und gründete 1970 mit Khun Yai und anderen Anhängern der Lehre Luang Pho Sots die Dhammakaya-Stiftung, deren Vorsitzender er bis heute ist. Phra Dhammachayo popularisierte die Dhammakaya-Bewegung unter Studenten. An Universitäten wurden Dhammakaya-Meditationsgruppen gegründet. Die Stiftung bekam eine Spende für den Bau eines eigenen Tempels, des Wat Phra Dhammakaya, der 1977 geweiht wurde und dessen erster Abt Phra Dhammachayo wurde und mit einigen Jahren Unterbrechung auch bis heute ist.
Anders als die parallel in Thailand entstandene Sekte Santi Asoke, die eine Rückkehr zu einem streng asketischen Buddhismus predigt, hat die Dhammakaya-Bewegung ein positives Verhältnis zur Moderne, zu Wohlstand und zum kapitalistischen Wirtschaftssystem. In ihrer modernistischen und missionarischen Orientierung ist sie der japanischen Sōka Gakkai und dem Fo Guang Shan vergleichbar. Die Dhammakaya-Sekte richtet sich besonders an gut ausgebildete, wirtschaftlich erfolgreiche Menschen der Mittel- und Oberschicht. Die Bewegung warb mit riesigen Plakaten an der Bangkoker Stadtautobahn für ihre Meditationskurse. Die Lehre, dass die intensive Lektüre religiöser Schriften, der Kauf von Amuletten oder stundenlange Meditationssitzungen im Wald unnötig seien und die schlichte und leicht zu erlernende Praxis der Dhammakaya-Meditation sogar hilfreicher sei als die Mönchsweihe, kam besonders bei vielbeschäftigten Berufstätigen und Geschäftsleuten gut an. Politiker und Militärs wie der ehemalige Ministerpräsident Chavalit Yongchaiyudh und Finanzinstitutionen wie die Siam Commercial und die Bangkok Bank unterstützten die Bewegung. 1995 leitete Kronprinz Vajiralongkorn die Magha-Puja-Feier des Tempels.
Die Größe und der Wohlstand der Anhängerschaft des Tempels sorgen für große Spendeneinnahmen, regelmäßig mehrere Millionen Baht pro Monat. Besonders großzügige Spender werden mit speziellen Titeln und Vorteilen ausgezeichnet. Die führenden Mönche tragen aus der Schweiz importierte Roben und reisen in Luxuslimousinen. Den Erwerb religiöser „Verdienste“ (puñña) bietet die Dhammakaya-Bewegung wie eine Handelsware an. Dabei gibt sie an, dass sich der Wert verdienstvoller Handlungen zahlenmäßig berechnen lasse. Beispielsweise verspricht sie, dass wer jeden Monat 1000 Baht spendet, als Millionär wiedergeboren werde.

## Meditationsstil
Luang Pho Sot lehrte, dass mit der richtigen Einstellung und richtigen Praxis der Dhammakaya-Meditation im Bauch des Meditierenden eine bis zu 20 cm große, leuchtende Buddhafigur wachsen würde, die man mit dem inneren Auge wahrnehmen könnte. Dies sei der wahre Körper des Buddha, der Dhammakāya (Sanskrit Dharmakāya), zu dem der Praktizierende zurückkehre. Ein solcher Erfolg könne sich bereits nach 30 Minuten einstellen. Diesen Dhammakaya-Buddha in sich wachsen zu sehen, bedeutet Luang Pho Sot zufolge, das Nirvana zu erlangen. Wichtige Elemente der Dhammakaya-Meditation sind Entspannung, Atemkontrolle, die Visualisierung einer Kristallkugel und die Wiederholung des Mantras sammā arahaṃ. Unter Luang Pho Sot meditierten Mönche und Mae Chis („Nonnen“, die von der offiziellen Sangha nicht als solche anerkannt werden) im Wat Paknam rund um die Uhr – in Schichten von je sechs Stunden. Ihr Ziel war es, die Macht Maras, der für sie Verkörperung des Bösen und Gegenspieler des Buddhas ist, zu brechen.

## Tempel und Stiftung

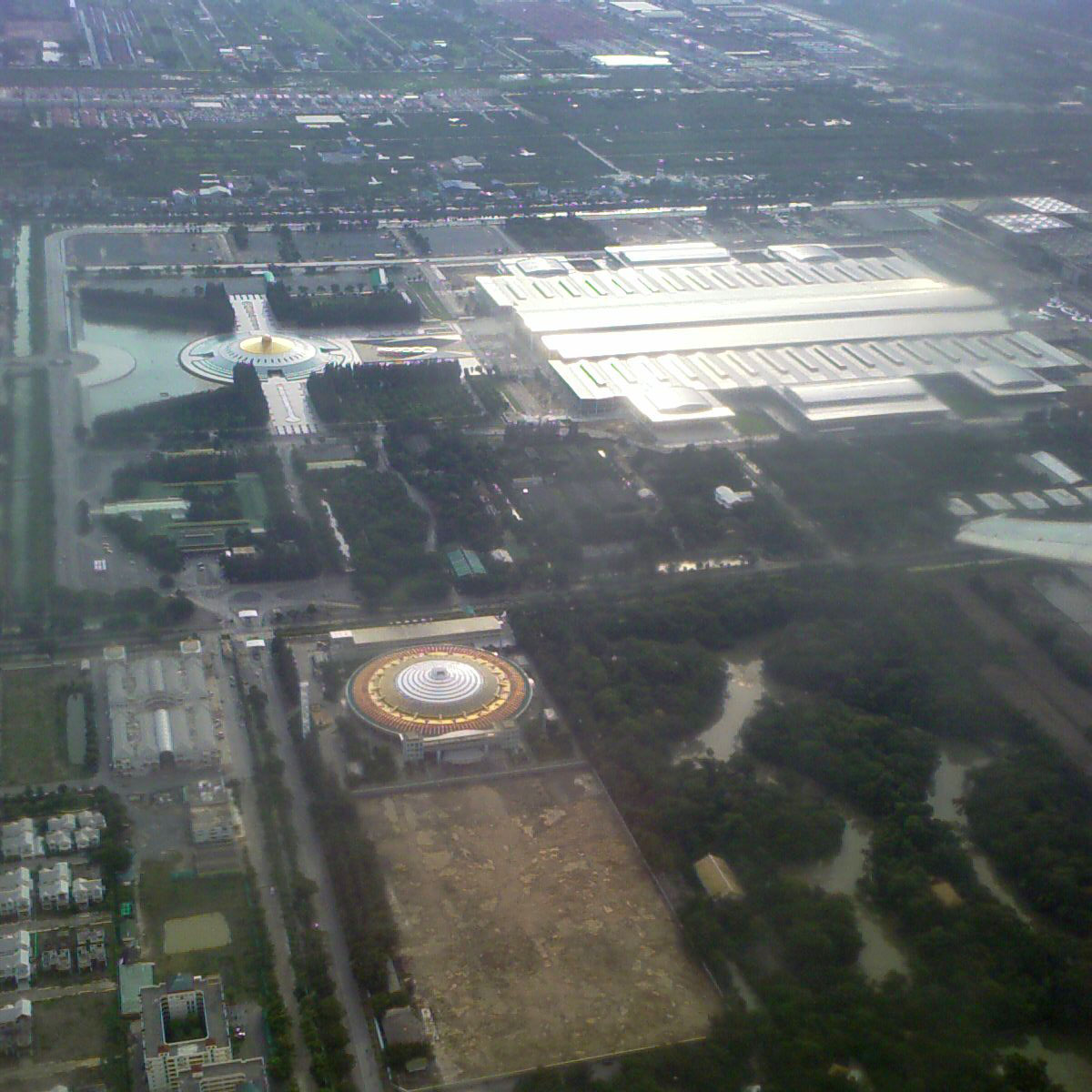
Luftbild des Geländes: Chedi (links unterhalb der Mitte), Phra-Mongkol-Thepmuni-Gedächtnishalle (links oben), Große Versammlungshalle (rechts oben)

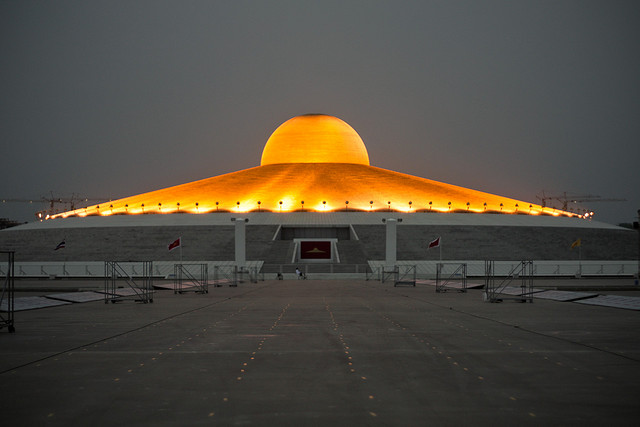
Chedi bei Nacht

Der Wat Phra Dhammakaya wurde 1970 zunächst als Außenstelle des Wat Paknam gegründet. 1977 wurde er zu einem eigenständigen Kloster erhoben. Bei der Grundsteinlegung war Prinzessin Sirindhorn anwesend. Phra Dhammachayo wurde der erste Abt. Wat Phra Dhammakaya entwickelte sich zum am schnellsten wachsenden Tempel in Thailand und wurde ab 1985 zum World Dhammakaya Centre ausgebaut.
Das Gelände des Wat Phra Dhammakaya ist inzwischen auf über 400 Hektar gewachsen. Der Chedi des Wat Phra Dhammakaya, dessen Bau 1994 begonnen und 2000 fertiggestellt wurde und der 30 Milliarden Baht gekostet hat, ist sehr modernistisch und ähnelt kaum dem eines traditionellen thailändischen Wat. Er ist außen mit 300.000 einzelnen 20 cm großen Dhammakaya-Buddhastatuen besetzt. Innen kommen nochmal 700.000 Figuren hinzu, sodass sich eine Gesamtzahl von einer Million ergibt. Sein Aussehen wird mit dem eines UFOs verglichen.
Phra Dhammachayo zufolge soll er das „Achte Weltwunder“ sein. Nach der Vorstellung der Tempelgemeinde ist er außerdem ein Symbol und Mittel auf dem Weg zum Weltfrieden. Damit steht es für einen zentralen Glaubensinhalt der Dhammakaya-Bewegung: dass der Weltfrieden durch das Streben jedes Einzelnen nach innerem Frieden erreicht werden kann. Entsprechend einer allgemein buddhistischen Symbolik repräsentiert der Chedi die „Drei Juwelen“ (tiratana) Buddha, Dharma und Sangha. Dabei steht der obere Teil des Bauwerks mit Reliquien und der Million Buddhafiguren für den Buddha, der mittlere Teil mit der Textsammlung des Pali-Kanon (tipiṭika) das Dharma und der untere Teil, in dem sich bis zu 10.000 Mönche versammeln können, die Sangha. Hinzu kommt aber auch eine spezifische Symbolik der Dhammakaya-Gemeinschaft: der Chedi steht für die geistige Reinheit des Stifters Luang Pho Sot und die Hingabe von Khun Yai für ihren Meister und den Tempel.

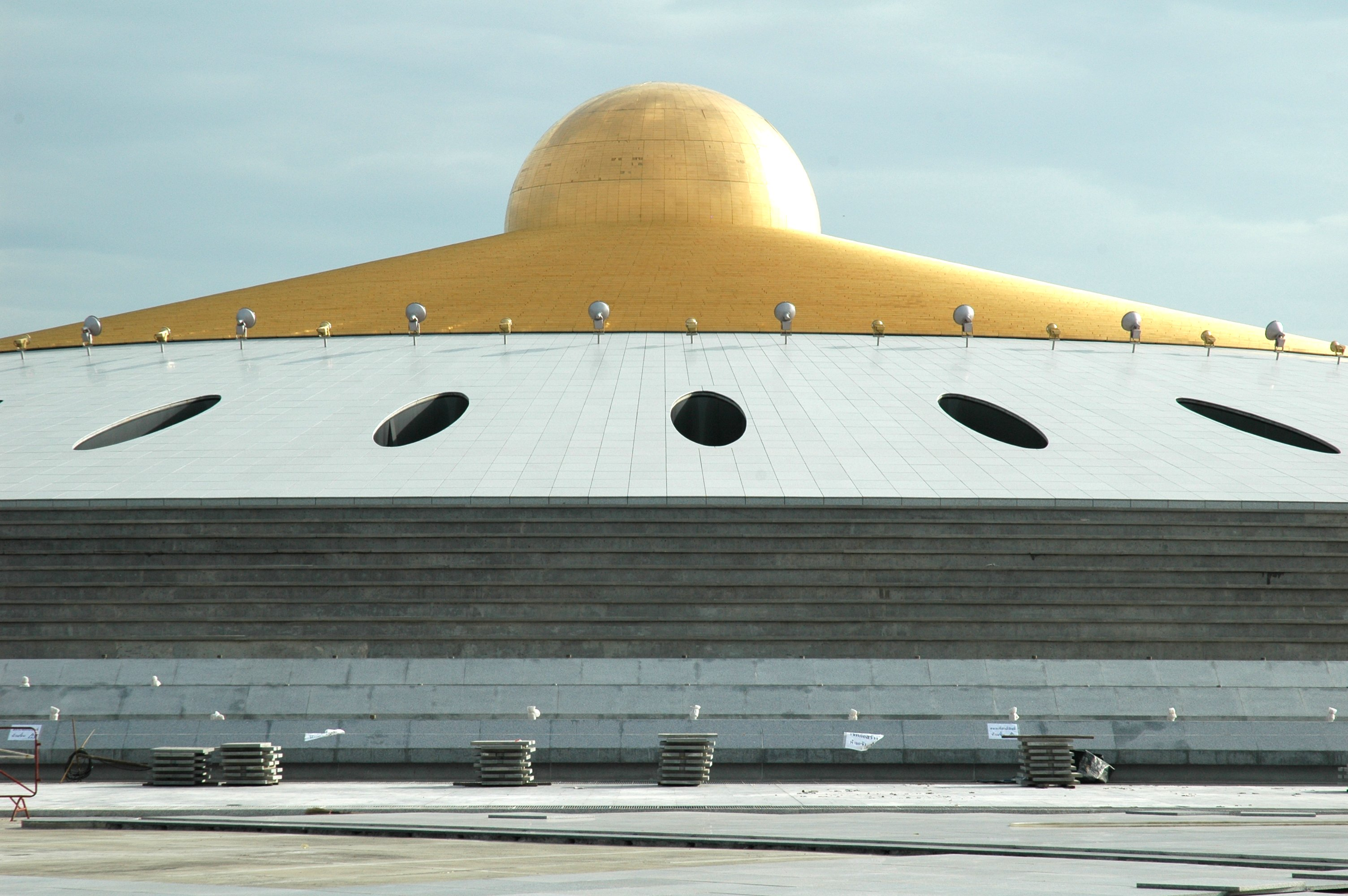
Phra-Mongkol-Thepmuni-Gedächtnishalle

Aufgrund dieses vielseitigen und bedeutenden Symbolismus wurde jede Spende für die Errichtung des Chedi von der Dhammakaya-Sekte als besonders wertvoll angesehen. Für 10.000 bis 30.000 Baht konnten Spender eine Patenschaft über eine der kleinen Buddhastatuen übernehmen und ihren Namen an deren Sockel eingravieren. Die Stiftung warb, dass eine solche Spende nicht nur dem religiösen Verdienst des einzelnen Spenders, sondern auch dem Buddhismus insgesamt diene, da der Chedi das Zentrum des Buddhismus weltweit sein soll, so wie die Kaaba in Mekka für den Islam.
Weitere wesentliche Gebäude auf dem Tempelgelände sind die Große Versammlungshalle, mit über 16 Hektar Grundfläche nach Angaben des Tempels die größte geistliche Versammlungshalle der Welt, sowie die Phra-Mongkol-Thepmuni-Gedächtnishalle, die dem Begründer der Bewegung Luang Pho Sot gewidmet ist.
In der Tempelgemeinschaft lebten 2008 800 Mönche, 300 Novizen, 150 männliche und 500 weibliche Laien. Zu hohen Feiertagen wird das Zentrum von bis zu 300.000 Gläubigen aus aller Welt besucht. Ein Artikel im Wall Street Journal bezeichnete 2010 den Wat Phra Dhammakaya als weltgrößten buddhistischen Tempel. Laut Guinness-Buch der Rekorde ist das allerdings die Anlage Borobudur in Indonesien.
Die Stiftung finanziert Stipendien und internationale Austauschprogramme. Seit 1986 ist sie Mitglied der World Fellowship of Buddhists. 2003 richtete sie die Dhammakaya Open University ein, eine Fernuniversität mit Sitz in Azusa (Kalifornien). Seit 2004 betreibt sie einen eigenen Fernsehsender, DMC.TV (Dhammakaya Meditation Channel).

## Strafrechtliche und Disziplinarverfahren
1998 und 1999 führte die Staatsanwaltschaft strafrechtliche Ermittlungen gegen Phra Dhammachayo wegen des Verdachts der Überschreitung seiner Befugnisse und der Untreue. Zur gleichen Zeit führte die offizielle Mönchsgemeinde ein disziplinarisches Verfahren gegen ihn wegen des Vorwurfs, häretische Lehren über das Nirvana verbreitet zu haben. Die Vorwürfe kamen während des Höhepunkts der Asienkrise auf, die 1997 begann und Thailand schwer traf. In dieser Zeit, in der viele Menschen Not litten und auch zahlreiche Mönche kaum genügend Almosen bekamen, war der offensichtliche Wohlstand des Wat Phra Dhammakaya und dessen offensive Spendenkampagnen ein Stein des Anstoßes. Insgesamt wurde der Materialismus in der thailändischen Gesellschaft und insbesondere das Verhältnis zwischen Wohlstand und buddhistischer Frömmigkeit in Frage gestellt. Es stellte sich heraus, dass Phra Dhammachayo persönlich, unter seinem bürgerlichen Namen, etwa 300 Hektar Land besaß, die ihm größtenteils von Anhängern übertragen worden waren.
Der Oberste Mönchspatriarch Thailands, Somdet Phra Nyanasamvara, forderte ihn auf, die Grundstücke an den Tempel zu übertragen, da es abgesehen von dem Vorwurf der Veruntreuung ein schwerer Verstoß gegen die Ordensregeln ist. Als dieser der Aufforderung nicht zügig genug nachkam, schlug der Patriarch dem Obersten Mönchsrat vor, Phra Dhammachayo aus dem Mönchsstand zu verstoßen. Der Rat setzte die Laisierung aber nicht um. An Wisakha Bucha 1999 erklärte Phra Dhammachayo, lieber in der safranfarbenen Robe zu sterben, als diese abzugeben. Als er im August 1999 vor den obersten Mönch der Provinz Pathum Thani zitiert wurde, standen 350 Polizisten und ein Bombenräumkommando bereit, aus Furcht, dass aufgebrachte Dhammakaya-Anhänger zu extremen Reaktionen neigen könnten. Phra Dhammachayo erschien jedoch nicht. Ministerpräsident Chuan Leekpai forderte den Mönch auf, sich der Polizei und dem Gerichtsverfahren zu stellen. Anhänger des Wat Phra Dhammakaya bauten Straßensperren um den Tempel auf. Im Dezember 1999 wurde Phra Dhammachayo für die Zeit des Untreueverfahrens vom Amt des Abts suspendiert. Er durfte jedoch seinen Stellvertreter Phra Tatthacheevo zum vorläufigen Nachfolger benennen. Er blieb nach wie vor Präsident der Stiftung.

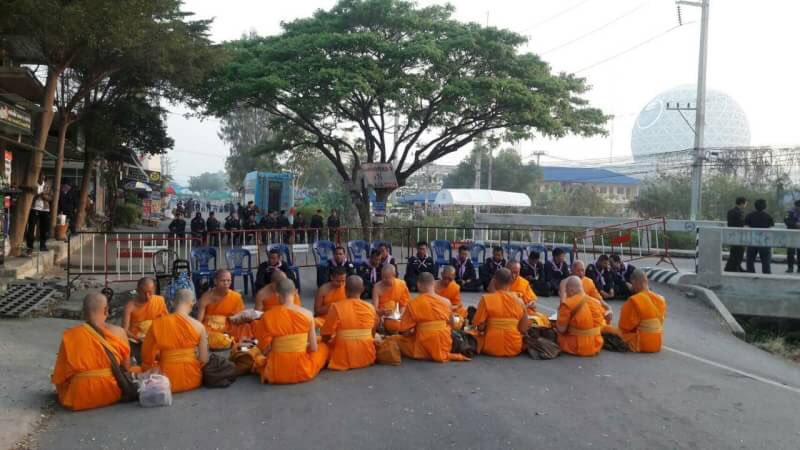
Vom Militär umstelltes Tempelgelände im Februar 2017

2006 gab er Land im Wert von 959,3 Millionen Baht aus seinem Eigentum an den Tempel ab und das Verfahren gegen ihn wurde eingestellt. Er wurde wieder als Abt eingesetzt. 2010 verlieh ihm König Bhumibol Adulyadej den neuen Namen Phrathepyanmahamuni.
Seit 2014 wird die Verwicklung von Wat Phra Dhammakaya und im Speziellen Phra Dhammachayo im Untreueskandal um die Kreditgenossenschaft Klongchan in den Medien thematisiert. Der Tempel und die Stiftung sollen veruntreute Gelder in Höhe von 1,2 Milliarden Baht angenommen und damit zur Verschleierung von deren Herkunft beigetragen haben. Seit Oktober 2015 ermittelt das thailändische Department of Special Investigation wegen des Vorwurfs der Beihilfe zur Geldwäsche und der Annahme von Diebesgut gegen Phra Dhammachayo. Nachdem er 2016 auf eine Vorladung nicht erschienen war, wurde ein Haftbefehl gegen ihn erlassen. Polizei und Militär umstellten und durchsuchten das Tempelgelände im Februar und März 2017 mit 4500 Beamten, ohne ihn zu finden. Phra Dhammachayo befindet sich seither auf der Flucht.

## Wat Phra Dhammakaya außerhalb Thailands
Die Dhammakaya-Sekte eröffnete 1992 in Azusa (Kalifornien) ihr erstes Zentrum außerhalb Thailands. 2010 waren es bereits 38 Einrichtungen im Ausland, zusätzlich zu den 28 Zentren in Thailand. Im August 2012 zog Wat Phra Dhammakaya internationale Medienaufmerksamkeit auf sich, als Phra Dammachayo Aussagen über die Reinkarnation von Steve Jobs abgab.
Zum Anlass des Festes Wisakha Bucha im Mai 2008 eröffnete die Dhammakaya-Bewegung einen Tempel und ein Meditationszentrum in Königsbrunn bei Augsburg, den Wat Phra Dhammakaya Bavaria. 2009 kam der Wat Phra Dhammakaya Schwarzwald in Kippenheim hinzu. Weitere Niederlassungen der Gemeinschaft gibt es inzwischen in Berlin, in Raunheim bei Frankfurt am Main, in Horneburg bei Hamburg, in Obersulm-Willsbach bei Heilbronn sowie in Moers.